# Aulacorhynchus albivitta griseigularis
Sous-espèce
Aulacorhynchus albivitta griseigularis est une espèce d'oiseaux de la famille des Ramphastidae.

## Répartition
Cette espèce vit en Amérique du Sud.

## Taxonomie
Il fut jadis considéré comme une sous-espèce du Toucanet émeraude (Aulacorhynchus prasinus).